# شهرستان مکن (ایلینوی)

شهرستان مکن

شهرستان مکن، (به انگلیسی: Macon County) شهرستانی در ایالت ایلی‌نوی ایالات متحده امریکا و بر طبق سرشماری ۲۰۱۰ این شهرستان ۱۱۰۷۶۸ نفر جمعیت داشته‌است.

طبق سرشماری ۲۰۱۰، مساحت این شهرستان ۱۵۱۷٫۴ کیلومتر مربع وسعت داشته که از این مقدار ۰٫۸۸ درصد آب و ۹۹٫۱۲ درصد خشکی می‌باشد.

این شهرستان در ۱۸۲۹ ازشهرستان شل‌بای جدا شد. این شهرستان نام خود را از نتینل مکن که کلنلی در جنگ انقلاب آمریکا بوده، گرفته‌است.

## نگارخانه

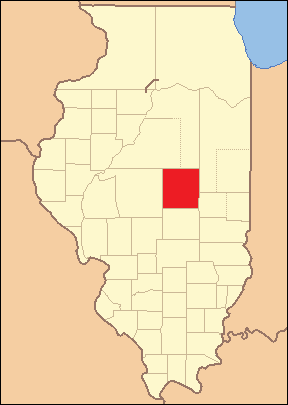
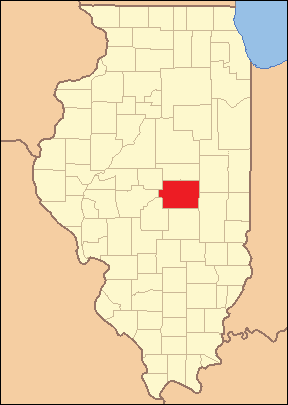
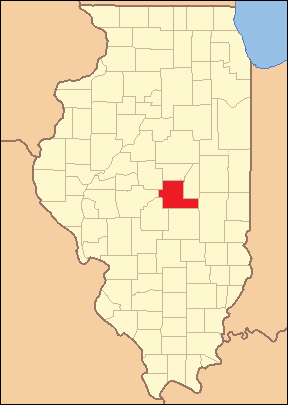
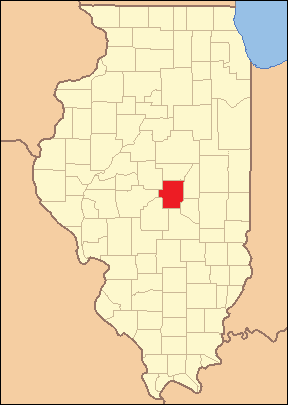

## همسایگان و راه‌ها
همسایگان این شهرستان عبارتند از:
- شمال: شهرستان د ویت
- شمال‌شرق: شهرستان پیتا
- شرق:
- جنوب‌شرق: شهرستان مولتیر
- جنوب: شهرستان شل‌بای
- جنوب‌غرب: شهرستان کریستین
- غرب: شهرستان سنگام
- شمال‌غرب: شهرستان لوگن

راه‌های اصلی این شهرستان:
1. بزرگراه میان‌ایالتی ۷۲
2. بزرگراه ۵۱ ایالات متحده
3. بزرگراه ۳۶ ایالات متحده
4. جاده ۴۸ ایلی‌نوی
5. جاده ۱۰۵ ایلی‌نوی
6. جاده ۱۲۱ ایلی‌نوی
7. جاده ۱۲۸ ایلی‌نوی

## شهرها
- آرگنتا، ایلی‌نوی
- بریسدیل، ایلی‌نوی
- بلو موند، ایلی‌نوی
- دیکاتور، ایلی‌نوی، مرکز شهرستان
- امری، ایلی‌نوی
- فروزیت، ایلی‌نوی
- هاریستاون، ایلی‌نوی
- لانگ گریک، ایلی‌نوی
- مکن، ایلی‌نوی
- ماروآ، ایلی‌نوی
- مونت زایون، ایلی‌نوی
- نویبرگ، ایلی‌نوی
- نیانتیک، ایلی‌نوی
- اوکلای، ایلی‌نوی
- اوریانا، ایلی‌نوی
- وارنزبوورگ، ایلی‌نوی